# Robin Montgomeryová
Robin Montgomeryová (nepřechýleně Montgomery, * 5. září 2004 Washington, D.C.) je americká profesionální tenistka hrající levou rukou. Ve své dosavadní kariéře na okruhu WTA Tour nevyhrála žádný turnaj. V rámci okruhu ITF získala tři tituly ve dvouhře a čtyři ve čtyřhře.
Na žebříčku WTA byla ve dvouhře nejvýše klasifikována v červnu 2025 na 95. místě a ve čtyřhře v září 2023 na 119. místě. Na juniorském kombinovaném žebříčku ITF nejvýše figurovala v září 2021 na 2. příčce. Trénuje ji Kathy Rinaldiová. Dříve tuto roli plnili Ali Agnamba či Eric Nunez.
Na túře WTA debutovala grandslamovým US Open 2020 po obdržení divoké karty. Na US Open 2021 vyhrála juniorskou dvouhru i čtyřhru. Vyhrát obě newyorské soutěže juniorek se naposledy před ní podařilo Michaëlle Krajicekové v roce 2004.

## Soukromý život
Narodila se roku 2004 v americké metropoli Washingtonu, D.C. V pěti letech ji k tenisu přivedla matka Gabrielle Montgomeryová. Začala trénovat v areálu Junior Tennis Champions Center v marylandském College Parku, v blízkosti washingtonského domova. Na jejím tenisovém vývoji se podílel odchovanec centra a profesionální tenista Frances Tiafoe, který ji charakterizoval jako „svou malou sestru“.

## Tenisová kariéra

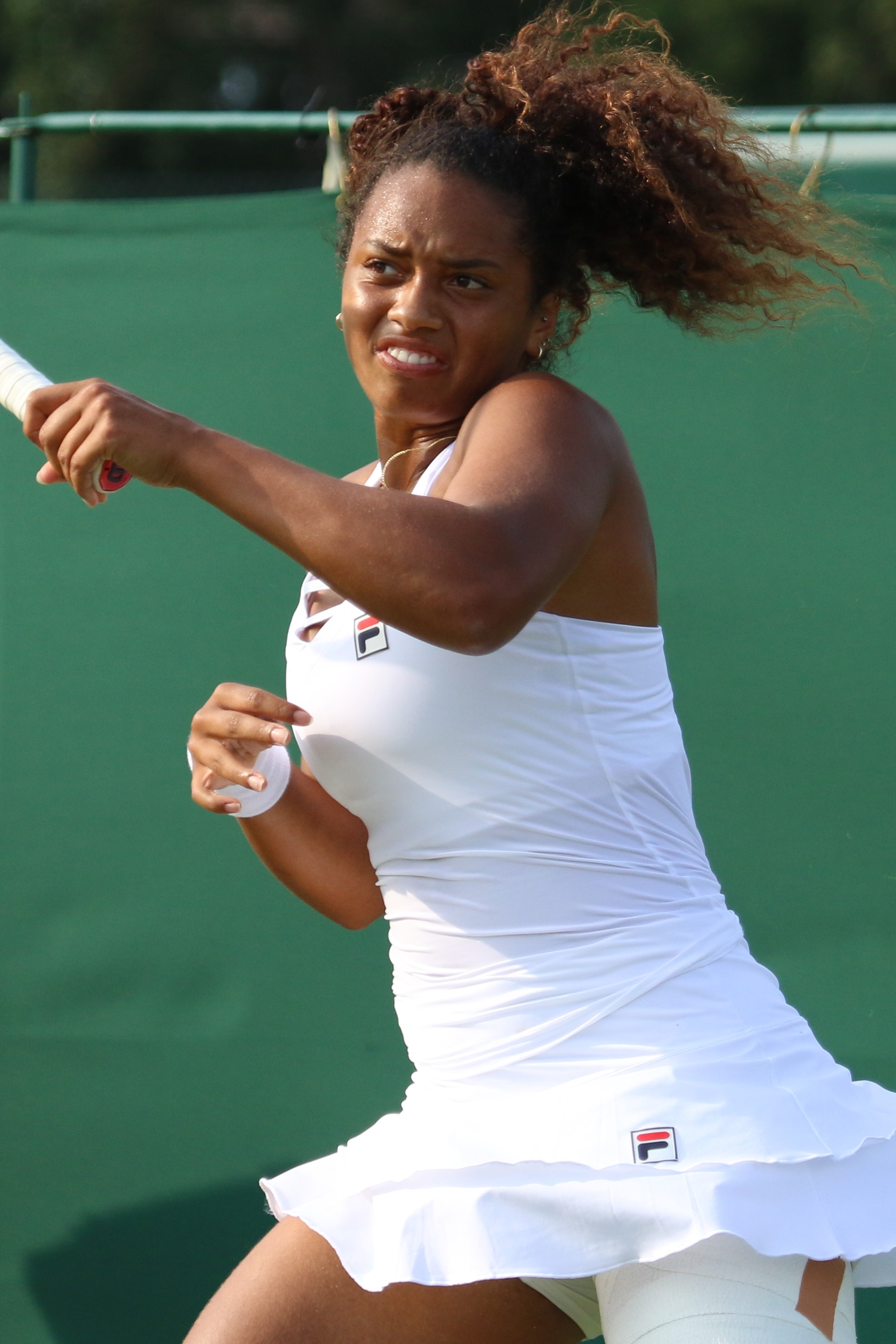
V kvalifikaci Wimbledonu 2023

V juniorském Fed Cupu 2019 byla společně s Connie Maovou a Katrinou Scottovou členkou amerického týmu, který po finálové výhře nad Českem získal třetí trofej v řadě. O vítězství rozhodla s Maovou v závěrečné čtyřhře. Na prosincovém Orange Bowlu 2019 v kategorii 18letých prošla do boje o titul, v němž zdolala Bělorusku Janu Kolodynskou.
První kvalifikaci na túře WTA odehrála na washingtonském Citi Open 2019, kde vypadla s Australankou Destanee Aiavovou. V rámci událostí okruhu ITF debutovala jako patnáctiletá během března 2020 v Las Vegas, na turnaji s dotací 25 tisíc dolarů. V soutěži vyhrála pět zápasů a po finálovém vítězství nad Číňankou Jou Siao-ti z druhé světové stovky si připsala premiérový titul v kariéře.
Po pětiměsíčním přerušení sezóny 2020 pro pandemii koronaviru získala divokou kartu do kvalifikace srpnového Western & Southern Open 2020 ve Flushing Meadows. V jejím prvním kole podlehla sedmdesáté sedmé hráčce žebříčku Soraně Cîrsteaové z Rumunska. Jednalo se o její premiéru proti člence elitní světové stovky. Po sérii odhlášení obdržela na navazujícím US Open 2020 divokou kartu do dvouhry. Turnaj pro ni znamenal debut v hlavní soutěži okruhu WTA Tour i na grandslamu. Jako nejmladší singlistka startovního pole na úvod uhrála jen čtyři gemy na světovou devětadvacítku Julii Putincevovou. V úvodu druhé sady prolomila Kazašce podání. Vedení her 3–1 ale neudržela a ve zbylé části utkání již nezískala žádný gem.

## Tituly na okruhu ITF
| Dotace turnajů okruhu ITF | Dotace turnajů okruhu ITF |
| ------------------------- | ------------------------- |
| 100 000 $ tournaments     | 80 000 $ tournaments      |
| 75 000 $ tournaments      | 60 000 $ tournaments      |
| 50 000 $ tournaments      | 25 000 $ tournaments      |
| 15 000 $ tournaments      | 10 000 $ tournaments      |

### Dvouhra (3 tituly)
| Č. | datum         | turnaj                   | povrch    | soupeřka ve finále | výsledek      |
| -- | ------------- | ------------------------ | --------- | ------------------ | ------------- |
| 1. | březen 2020   | Las Vegas, Spojené státy | tvrdý     | Jou Siao-ti        | 2–6, 6–3, 6–4 |
| 2. | listopad 2022 | Calgary, Kanada          | tvrdý (h) | Urszula Radwańská  | 7–6(6), 7–5   |
| 3. | květen 2023   | Saint-Gaudens, Francie   | antuka    | Alice Robbeová     | 7–5, 6–4      |

### Čtyřhra (4 tituly)
| Č. | datum         | turnaj                    | povrch | spoluhráčka           | poražené finalistky                   | výsledek         |
| -- | ------------- | ------------------------- | ------ | --------------------- | ------------------------------------- | ---------------- |
| 1. | říjen 2020    | Reims, Francie            | tvrdý  | Séléna Janicijevicová | Harriet Dartová Sarah Beth Greyová    | walkover         |
| 2. | červenec 2021 | Evansville, Spojené státy | tvrdý  | Kylie Collinsová      | Lauren Proctorová Anna Ulyashchenková | 5–7, 6–3, [10–2] |
| 3. | březen 2022   | Arcadia, Spojené státy    | tvrdý  | Ashlyn Kruegerová     | Harriet Dartová Giuliana Olmosová     | bez boje         |
| 4. | únor 2023     | Orlando, Spojené státy    | tvrdý  | Ashlyn Kruegerová     | Arianne Hartonová Eva Vedderová       | 7–5, 6–1         |

## Finále na juniorském Grand Slamu

### Dvouhra juniorek: 1 (1–0)
| Stav    | rok  | turnaj  | povrch | soupeřka ve finále  | výsledek |
| ------- | ---- | ------- | ------ | ------------------- | -------- |
| Vítězka | 2021 | US Open | tvrdý  | Kristina Dmitruková | 6–2, 6–4 |

### Čtyřhra juniorek: 1 (1–0)
| Stav    | rok  | turnaj  | povrch | spoluhráčka       | soupeřky ve finále                   | výsledek         |
| ------- | ---- | ------- | ------ | ----------------- | ------------------------------------ | ---------------- |
| Vítězka | 2021 | US Open | tvrdý  | Ashlyn Kruegerová | Reese Brantmeierová Elvina Kalievová | 5–7, 6–3, [10–4] |